# Linyphia nepalensis
Linyphia nepalensis är en spindelart som beskrevs av Jörg Wunderlich 1983. Linyphia nepalensis ingår i släktet Linyphia och familjen täckvävarspindlar.
Artens utbredningsområde är Nepal. Inga underarter finns listade i Catalogue of Life.